# Dissociation
Dissociation – szósty album studyjny amerykańskiego zespołu muzycznego The Dillinger Escape Plan. Wydawnictwo ukazało się 14 października 2016 roku nakładem wytwórni muzycznych Sumerian Records i Party Smasher. 
Album dotarł do 31. miejsca listy Billboard 200 w Stanach Zjednoczonych sprzedając się w nakładzie 12,7 tys. egzemplarzy w przeciągu tygodnia od dnia premiery. Płyta trafiła także na listy przebojów m.in. w Niemczech, Szwajcarii, Francji i Australii. Wydawnictwo spotkało się z pozytywnym przyjęciem ze strony krytyków muzycznych.

## Lista utworów
Opracowano na podstawie materiału źródłowego.
| Nr  | Tytuł utworu                   | Długość |
| --- | ------------------------------ | ------- |
| 1.  | „Limerent Death”               | 4:06    |
| 2.  | „Symptom Of Terminal Illness”  | 4:03    |
| 3.  | „Wanting Not So Much To As To” | 5:23    |
| 4.  | „Fugue”                        | 3:49    |
| 5.  | „Low Feels Blvd”               | 4:05    |
| 6.  | „Surrogate”                    | 5:05    |
| 7.  | „Honeysuckle”                  | 4:22    |
| 8.  | „Manufacturing Discontent”     | 4:24    |
| 9.  | „Apologies Not Included”       | 3:23    |
| 10. | „Nothing To Forget”            | 5:15    |
| 11. | „Dissociation”                 | 6:14    |
|     |                                | 50:09   |

## Twórcy
Opracowano na podstawie materiału źródłowego.
| Zespół The Dillinger Escape Plan w składzie - Ben Weinman – gitara - Greg Puciato – wokal prowadzący - Kevin Antreassian – gitara - Liam Wilson – gitara basowa - Billy Rymer – perkusja, instrumenty perkusyjne |  | Dodatkowi muzycy - Jennifer Devore – wiolonczela - Andrew Digrius – trąbka - Amanda Lo – skrzypce - Earl Maneein, Fung Chern Hwei – skrzypce, altówka - Zach Hill – perkusja |  | Inni - Frank Mitaritonna, Josh Wilbur, Kevin Antreassian, Michael Watts – inżynieria dźwięku - Steve Evetts – produkcja muzyczna, inżynieria dźwięku - Alan Douches – mastering - Kurt Ballou – miksowanie |

## Listy sprzedaży
| Lista                        | Kraj              | Pozycja |
| ---------------------------- | ----------------- | ------- |
| ARIA Charts                  | Australia         | 14      |
| Billboard 200                | Stany Zjednoczone | 31      |
| Billboard Independent Albums | Stany Zjednoczone | 3       |
| Billboard Top Rock Albums    | Stany Zjednoczone | 4       |
| Billboard Tastemaker Albums  | Stany Zjednoczone | 4       |
| Billboard Top Album Sales    | Stany Zjednoczone | 8       |
| Schweizer Hitparade          | Szwajcaria        | 60      |
| SNEP                         | Francja           | 177     |
| Media Control Charts         | Niemcy            | 100     |